# Eleutherodactylus glaphycompus
Eleutherodactylus glaphycompus är en groddjursart som beskrevs av Schwartz 1973. Eleutherodactylus glaphycompus ingår i släktet Eleutherodactylus och familjen Eleutherodactylidae. IUCN kategoriserar arten globalt som starkt hotad. Inga underarter finns listade i Catalogue of Life.